# Cranesville
Cranesville es un borough situado en el condado de Erie, Pensilvania, Estados Unidos. Tiene una población estimada, a mediados de 2023, de 566 habitantes.

## Geografía
La localidad está ubicada en las coordenadas 41°54′09″N 80°20′11″O / 41.90250, -80.33639 (41.902592, -80.33649).

## Demografía
Según la estimación 2018-2022 de la Oficina del Censo, los ingresos medios de los hogares de la localidad son de $75,000 y los ingresos medios de las familias son de $106,500. Alrededor del 8.3% de la población está por debajo de la línea de pobreza.